# San Felipe (Chile)
San Felipe ist eine Stadt in der Mitte Chiles. Sie liegt in der Región de Valparaíso und hat 76.844 Einwohner (Stand: 2017).

## Geografie und Klima
Die Stadt liegt etwa 80 Kilometer nördlich von Santiago de Chile am Río Aconcagua. Der erweiterte Name der Stadt ist San Felipe de Aconcagua. Etwa 160 Kilometer östlich liegt der höchste Berg Südamerikas, der Aconcagua. Das Stadtzentrum wird von den vier großen Straßen Chacabuco, Maipu, O’Higgins und Yungai umrandet. Drei der vier Straßen werden regelmäßig gepflegt, sodass sie zum Spazieren einladen.
Es herrscht ein mediterranes Klima.

## Geschichte
Die Stadt wurde am 4. August 1740 von Gouverneur José Antonio Manso de Velasco gegründet. 1747 wurde die Universität von San Felipe gegründet. Der spätere chilenische Präsident José Joaquín Pérez Mascayano studierte an dieser Universität Rechtswissenschaften. Das Tal des Río Aconcagua mit der Schlacht von Chacabuco 1817 spielt eine große Rolle im chilenischen Unabhängigkeitskampf.

## Sehenswürdigkeiten
Das Stadtzentrum von San Felipe besteht aus einem Mix aus kolonialer Architektur und modernen Gebäuden. Die Kirche San Antonio de Padua im Viertel El Almendral wurde von Alexandre Gustave Eiffel entworfen.
Die Stadt liegt im fruchtbaren Tal des Río Aconcagua.
Südwestlich von San Felipe liegt der 80 km² große Nationalpark La Campana. Der Park im Küstengebirge ist von Palmenwäldern durchzogen.

## Wirtschaft
Der Tourismus spielt aufgrund der landschaftlichen Schönheit eine wichtige Rolle für die Stadt. Um die Stadt herum gibt es große landwirtschaftliche Anbaugebiete mit Zitrusfrüchten und Gemüse sowie Weinanbau.
In der Nähe der Stadt liegen Wasserkraftwerke, die die Industrie mit Strom versorgen. Die nahe Stadt Llay Llay beherbergt große Kalkstein-Vorkommen, die von der chemischen- und der Zement-Industrie genutzt werden.

## Verkehr
Eine Eisenbahnlinie verbindet San Felipe mit dem 130 km südwestlich gelegenen Valparaíso. Mit Santiago de Chile ist San Felipe durch Eisenbahn und Straße verbunden. Außerdem führt eine Fernverkehrsstraße von San Felipe über die Anden nach Mendoza in Argentinien, so dass die Stadt ein wichtiger Umschlagplatz für den Handel zwischen Chile und Argentinien ist.

## Söhne und Töchter der Stadt
- Manuel Tapia (1835–1915), Maler und Photograph
- Osvaldo Sáez (1923–1959), Fußballspieler
- Daniel Emilfork (1924–2006), Schauspieler
- Palmenia Pizarro (* 1941), Sängerin
- Carlos René Salinas Araneda (* 1949), Rechtshistoriker
- Guillermo Muñoz (1953–2016), Fußballspieler
- Ricardo González (* 1965), Fußballspieler
- Alejandro Bernal (* 1969), Fußballspieler
- Fernando Martel (* 1975), Fußballspieler
- Leonardo Zamora (* 1975), chilenisch-palästinensischer Fußballspieler und -trainer
- María Carvajal (* 1983), Fußballschiedsrichterin
- Sebastián Roco (* 1983), Fußballspieler
- Cristián Suárez (* 1987), Fußballspieler
- Natalia Duco (* 1989), Leichtathletin
- Carlos Lemus (* 1989), Fußballspieler
- Boris Sagredo (* 1989), Fußballspieler
- Ariel Salinas (* 1989), Fußballspieler
- Renato Cordero (* 2003), Fußballspieler